# Astragalus chloroxanthinus
Astragalus chloroxanthinus là một loài thực vật có hoa trong họ Đậu. Loài này được (Freyn & Bornm.) Ponert miêu tả khoa học đầu tiên năm 1972.